# Epipona media
Epipona media är en getingart som beskrevs av Cooper 2002. Epipona media ingår i släktet Epipona och familjen getingar. Inga underarter finns listade i Catalogue of Life.